# Красново (Ісетський район)
Красно́во (рос. Красново) — село у складі Ісетського району Тюменської області, Росія.
Населення — 622 особи (2010, 539 у 2002).
Національний склад станом на 2002 рік:
- росіяни — 96 %